# Xenentodon canciloides
Xenentodon canciloides is een straalvinnige vissensoort uit de familie van de gepen (Belonidae). De wetenschappelijke naam van de soort is voor het eerst geldig gepubliceerd in 1854 door Bleeker.